# هولدريخ زوينكلي

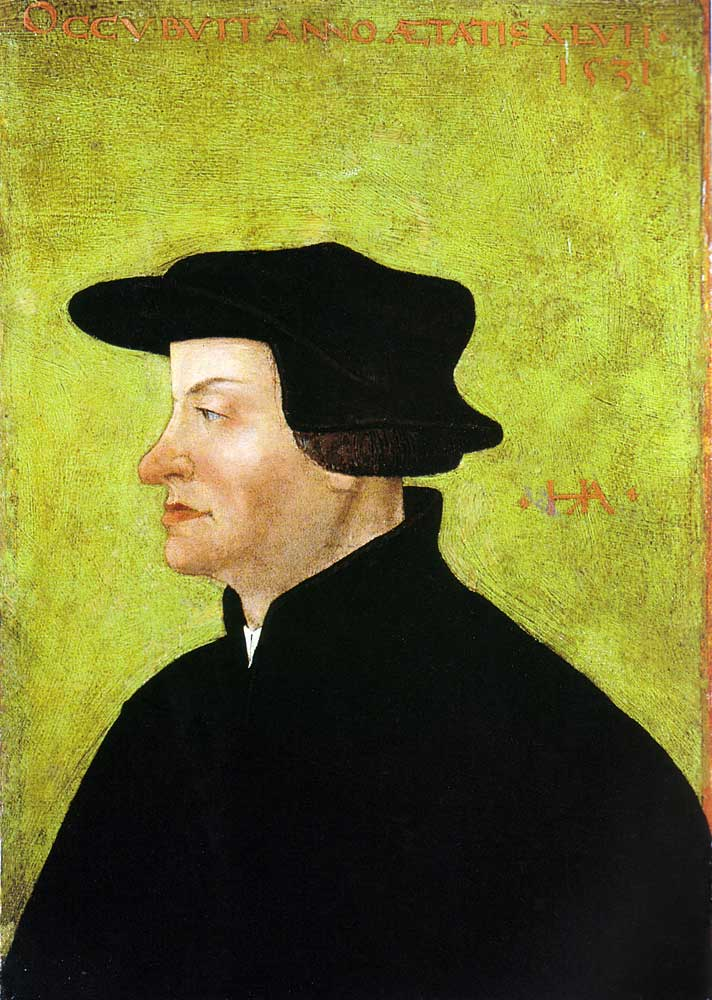
هولدريخ زوينگلي في بورتريه زيتي سنة 1531 بريشة هانز آسپر؛ Kunstmuseum وينترثور.

هولدريخ زْوينگـْلي Huldrych (أو Ulrich) Zwingli (و.1 يناير 1484 – 11 أكتوبر 1531) كان زعيماً للإصلاح في سويسرة. وُلد في زمن بزوغ الحس الوطني السويسري وتصاعد انتقاد نظام المرتزقة السويسريين، التحق بجامعة ڤيينا وجامعة بازل، التي كانت مركزاً دراسياً للنزعة الإنسانية. وقد واصل دراساته بينما كان يعمل قساً في غلروس ولاحقاً في أينسيدلن حيث تأثر بكتابات إيراسموس.
في 1519، أصبح زوينگلي قساً في الدير الكبير (گروس مونستر) في زيورخ حيث بدأ الدعوة لإصلاح الكنيسة. وكان أول جدل عام يثيره في عام 1522، عندما هاجم طقس الصوم أثناء الأربعين يوماً Lent السابقة لعيد القيامة.
وفي مطبوعاته، كشف فساد الكهنوت الكنسي، ونادى بزواج القساوسة، وهاجم استعمال الصور في أماكن العبادة. وفي 1525, قدَّم زوينگلي قداساً جديداً لتناول القربان المقدس ليستبدل الصلاة. واصطدم زوينگلي كذلك مع الجناح المتطرف من الإصلاح، وهم القائلون بتجديد التعميد، مما أدى إلى اضطهادهم.
انتشر الإصلاح إلى أماكن أخرى من الكونفدرالية السويسرية، إلا أن بعض الكانتونات قاومت، مفطلة البقاء كاثوليكية. شكـَّل زوينگلي تحالفاً من الكانتونات الإصلاحية مما قسـَّم الكونفدرالية حسب الانتماء الديني. وفي 1529, كادت الحرب أن تنشب بين الجانبين إلا أنه تم تفاديها في آخر لحظة. وأثناء ذلك، وصلت مـُثـُل زوينگلي إلى مارتن لوثر وإصلاحيين آخرين. فتقابلوا في ندوة ماربورگ Marburg Colloquy وبالرغم من اتفاقهم على العديد من نقاط العقيدة، إلا أنهم لم يتوصلوا إلى اتفاق على عقيدة طبيعة المسيح في القربان المقدس.
في 1531 قام تحالف زوينگلي بفرض حصار فاشل لحظر وصول الطعام إلى الكانتونات الكاثوليكية. تلك الكانتونات ردت بهجوم في لحظة لم تكن زيورخ مستعدة لصده. لقي زوينگلي مصرعه في المعركة عن عمر قدره 47 عاماً. وما زالت ذكراه باقية لليوم في الاعترافات والقداس والتعاليم الكنسية في الكنائس الإصلاحية حتى اليوم.

## الخلفية: زمن مولده
دعم نجاح المقاطعات السويسرية في صد الهجوم الذي قام به شارل الجسور (1477) اتحادها وأشعل جذوة اعتزازها بقوميتها، وشجعها على مقاومة المحاولة التي قام بها ماكسمليان لإخضاعها اسماً وفعلاً للإمبراطورية الرومانية المقدسة، وثارت منازعات على تقسيم الغنائم عقب هزيمة بورگنديا، فدفعت بالمقاطعات إلى حافة الحرب الأهلية، إلا أن فيلسوفاً ناسكاً بمجلس ستانز النيابي وهو نيكولاوس فون ديرفلو- الأخ كلاوس في الذاكرة السويسرية- أقنعها بأن تركن إلى السلام.
وانضمت مقاطعة إثر مقاطعة إلى الاتحاد، ليزداد قوة، فقبلت فيه فرايبورگ وسولوثورن عام 1481، وبازل وشافهاوزن عام 1501، وابنتسيل عام 1513، وغدا الاتحاد بعد أن انضمت إليه ثلاث عشرة مقاطعة، تتحدث كلها باللهجات الألمانية- ما عدا فرايبورگ وبرن، فقد كان الحديث يدور فيهما بالفرنسية- جمهورية اتحادية: وكانت كل مقاطعة تنظم شئونها الداخلية، أما علاقاتها الخارجية فكانت تحكمها سلطة تشريعية عامة.
وكانت الهيئة التشريعية الوحيدة للمجلس النيابي الاتحادي تتكون من عدد مماثل من النواب عن كل مقاطعة. ولم تكن الديمقراطية كاملة، فقد حرمت عدة مقاطعات من التصويت الأقليات من رعاياها، يضاف إلى هذا أن سويسرا لم تكن نموذجاً يُحتذى في حب السلام.
ولقد انتهزت المقاطعات من 1500- 1512 فرصة تفكك وحدة إيطاليا، واستولت على بلينزونا ولوكارنو ولوگانو وبعض المناطق الأخرى جنوب الألب، واستمرت في تأجير خدمات الفرق السويسرية- بموافقتها- السلطات الأجنبية. ولكن الاتحاد تخلى عن التوسع الإقليمي بعد هزيمة حملة الحراب السويسرية في موقعة مارينيانو (1515)، وتبنى سياسة تتسم بالحياد، ووجه فلاحيه الأقوياء وصناعه المهرة، وتجارة الكثيري الموارد إلى تنمية حضارة، تعد من أعظم الحضارات في التاريخ.
وكانت الكنيسة في سويسرة لينة العريكة وفاسدة، كما كانت في إيطاليا، وأسبغت الرعاية على علماء الإنسانيات، الذين احتشدوا حول فروبن وأرازموس في بازل، ومنحتهم قسطاً وافراً من الحرية. وأصبح هذا دعامة من دعائم التسامح الخلقي، الذي ساد هذا العصر، فاستمتع القساوسة السويسريون بالحظايا (1). وكان أحد الأساقفة السويسريين يتقاضى من رجال الدين التابعين له أربعة جيلدرات عن كل طفل يولد لهم، وجمع في عام واحد 1522 جيلدر من هذا المصدر (2). وشكا من أن الكثيرين من القساوسة يقامرون، ويترددون على الحانات، ويثملون علناً (3)، دون أن يدفعوا رسماً للأسقفية. وبدأت عدة مقاطعات، وبخاصة زيورخ، في الإشراف المدني على رجال الدين، وفرضت الضرائب على أملاك الأديرة. وزعم أسقف كونستانس أن زيورخ بأسرها إقطاعية تابعة له، وطالب بخضوعها له وبضرائب العشور المفروضة عليها، ولكن البابوية كانت جد مرتبكة باتجاهات السياسة الإيطالية، فلم تستطع أن تؤيد مزاعمه بالفعل. ولقد وافق البابا يوليوس الثاني في عام 1510 على أن يدير مجلس المدينة في جنيف الأديرة، وأن يضع قواعد للأخلاق العامة في نطاق سلطته (4)، وذلك مقابل الحصول على بعض الفرق من جنيف. ومن ثم فإن روح الإصلاح الديني كانت قد تحقق في زيورخ وجنيف قبل ظهور أفكار لوثر بسبع سنوات، وهي سيادة السلطة الزمنية على السلطة الدينية وأصبح الطريق ممهداً أمام زونجلي وكالفن لوضع الأسس المختلفة التي رأوا أنها تزيل هوة الخلاف بين الكنيسة والدولة.

## زوينجلي
إن زيارة يقوم بها المرء إلى محل ميلاد هولدرايخ، أو أولريخ زوينجلى، لتوحى له بالقاعدة غير المضطردة التي تذهب إلى أن العظماء من الرجال إنما يولدون في بيوت متواضعة. ولقد استهل أعظم المصلحين الدينيين العقلانيين، الذين جانبهم التوفيق حياته (أول يناير عام 1484) في كوخ صغير بقرية فيلد هاوس، التي تربض في وادٍ جبلي على بعد خمسين ميلاً جنوب شرقي زيورخ في مقاطعة سانت-جولد الحالية، سقف جملوني منخفض، وجدران من ألواح ثقيلة، ونوافذ مقسمة إلى مربعات، وأرضيات مكونة من ألواح مصمتة ضخمة، وسقوف واطئة، وحجرات مظلمة، ودرجات تحدث صريراً، وأسرّة متينة من خشب البلوط، ومنضدة وكرسي ورف للكتب؛ وهذا البيت التاريخي يدل على بيئة كان الانتخاب الطبيعي فيها يتم بصورة صارمة، أما الانتخاب الخارق للطبيعة فقد كان يبدو أملاً لا غنى عنه، وكان والد أولريخ كبير القضاة في هذه القرية الصغيرة المغمورة أما أمه فكانت شقيقة قس معتزة بنفسها. وكان الابن الثالث من بين ثمانية أبناء يتنافسون على الظفر بإعجاب شقيقتين، ويبدو أنه قد قدر عليه أن يكون قساً منذ نعومة أظفاره.
وأسهم عمه، وهو نائب الأسقف في كنيسة قرب فيزين، في تعليمه مع والديه، وكان له الفضل في أن يكون زونجلى نزعة إنسانية اتساع أفق، تميز بها بوضوح عن لوثر وكالفن. وعندما بلغ الصبي العاشرة من عمره أرسل إلى مدرسة لاتينية في باويل، وفي الرابعة عشرة دخل كلية في برن يرأسها أحد الأهلين من أنصار الكلاسية المبرزين. ودرس من السادسة عشرة إلى الثامنة عشرة في جامعة فيينا، في الفترة التي ازدهرت فيها الدراسات الإنسانية، في عهد كونراد سيلتس. وكان يسري عن نفسه ما يلاقيه من عناء بالعزف على العود والقيثار والكمان والناي والسنطير.
وفي الثامنة عشرة من عمره عاد إلى بازيل، ودرس اللاهوت على يد توماس فيتنباخ، الذي هاجم قبل الأوان عام 1508 صكوك الغفران وعزوبة رجال الدين والقداس. وحصل زونجلى على درجة الماجستير، وهو في الثانية والعشرين من عمره، (1506) ورُسم قساً، واحتفل بإقامة أول قداس له في فيلدهاوس وسط الأقارب المبتهجين، واشترى بمبلغ مائة جيلدر جمعت له وظيفة راعي أبرشية (5) في جلاروس على بعد عشرين ميلاً.
وهناك تابع دراساته في الوقت الذي كان يؤدي فيه واجباته بغيرة وحماسة، وتعلم اليونانية ليقرأ العهد الجديد بلغته الأصلية، وقرأ بحماسة مؤلفات هوميروس وبندار وديموكريتوس وبلوتارك وشيشرون وقيصر وليفي وسينيكا وبلني الأصغر وتاسيتوس، وكتب تعليقاً على مؤلف لوسيان الشكاك الفكه، وتبادل الرسائل مع بيكوديلا ميراندولا وإرازموس. ووصف أرازموس بأنه «أعظم فيلسوف وعالم باللاهوت»، وزاره موقراً إياه (1515)، وكان يقرأ له كل ليلة قبل أن ينام. وقد درج، مثل أرازموس، على أن يسلق بلسان لاذع فساد رجال الدين، وأن يسخر بفطرته من التطرف في العقيدة، وأن يرفض بشدة الرأي القائل بأن قدامى الفلاسفة والشعراء يصلون نار جهنم: «وأقسم أنه يؤثر أن يشاطر سقراط أو سينيكا حظه المقدور ولا يتلقى الأنعام من البابا»(6). ولم يسمح لعهود الكهنوتية بأن تحرمه من ملذات الجسد، فكانت له علاقات مع نساء مترخصات، وظل منغمساً في ملذاته هذه حتى تزوج في عام 1514.
ولم تعبأ بأفعاله جموع المصلين عنده، وظل البابوات يدفعون له حتى عام 1520 معاشاً قدره خمسون فلورين، نظير تأييده لهم ضد الحزب المناصر للفرنسيين في جلاروس. واصطحب من عام 1513 إلى عام 1515 فرقة الجنود المرتزقة السويسرية في جلاروس إلى إيطاليا، بصفته واعظاً لها، وبذل أقصى ما في وسعه لكي يحمل الجنود على الحفاظ على ولائهم للقضية البابوية، إلا أن صلته بالحرب في المعارك التي دارت في نافارو ومارينيانو، جعلته يعارض بشدة أي تدبير لبيع شجاعة الجنود السويسريين للحكومات الأجنبية.
وفي عام 1516 فاز الحزب الفرنسي في جلاروس، وأصبحت له اليد الطولى فانتقل زونجلى إلى أبرشية في أينسيدلن بمقاطعة شفيتز، وهنا اصطبغت عظته بصبغة بروتستانتية حتى قبل قيام ثورة لوثر، ونادى عام 1517 باعتناق دين يعتمد على الكتاب المقدس فحسب وأبلغ كبير الأساقفة الكاردينال ماتهويس شينر أن في الكتاب المقدس إجازة ضعيفة للبابوية، ولقد هاجم في أغسطس عام 1518 مساوئ بيع صكوك الغفران، وحرض رهبان البندكتيين على أن يرفعوا من المزار الذي أقاموه للعذراء، والذي يعود عليهم بالربح الوفير، نقشاً يعدون فيه الحجاج بـ «الغفران الكامل لجميع الخطايا التي اقترفوها واعفائهم من العقاب أيضاً»(7). وعاد بعض الحجاج من زيورخ إلى قساوستهم برواية حماسية عن وعظه. وفي العاشر من ديسمبر عام 1518 قبل الدعوة لتنصيبه «قساً» أو «قسيساً للشعب» في جروسمنستر أو الكنيسة الكبرى في زيورخ أعظم المُدن السويسرية جرأة، وكان في ذلك الوقت يقترب من النضج في الروح المعنوية والتعقل. وقام بإلقاء سلسلة من العظات فسر فيها، من النص اليوناني، العهد الجديد بأسره ما عدا سفر الرؤيا، الذي لم يكن يحبه، وكان يطوي بين جوانبه شيئاً من الصوفية، التي أسهمت في تكوين لوثر. وليس لدينا صورة شخصية له، أخذت إبان حياته، ولكن معاصريه وصفوه بأنه رجل وسيم أصهب صريح النسب، له صوت شجي، يستولي على ألباب جموع المصلين في كنيسته، ولم يكن يضارع لوثر في الفصاحة أو التفسير، ومع ذلك فإن عظاته كانت مقنعة، لما تتسم به من صدق وصفاء، وسرعان ما استجابت زيورخ بأسرها لتأثيره. وأيده رؤساءه من رجال الدين عندما استأنف حملته ضد بيع صكوك الغفران. وقد اجتاز في أغسطس عام 1518 برنهاردن سمسون الراهب الفرنسكاني من ميلان (Bernhardin Samson) مضيق سانت جوتار، وأصبح تيتزل سويسرا. وقدم صك غفران من البابا ليو إلى الأغنياء على ورق الورشمان نظير ريال، وإلى الفقراء، وقابل بضع بنسات، وبتلويحة من يده أعفى كل الأرواح التي هلكت في برن من عذاب المطهر. واحتج زونجلى، وظاهره في هذا الاحتجاج أسقف كونستانس، ولما كان ليو العاشر على علم بشيء من الأحداث الجارية في ألمانيا، فقد استدعى رسوله المتلاف. وفي عام 1519 انتشر وباء الطاعون في زيورخ، وقضى على ثلث السكان في خلال نصف عام. ولازم زونجلى مقره، وواصل العمل ليلاً ونهاراً في العناية بالمرضى، وأصيب هو نفسه بعدوى المرض، واشرف على الهلاك، وما أن عوفي حتى غدا أعظم شخصية في زيورخ، تحظى بالشعبية، وبعثت إليه بالتهاني بعض الشخصيات المرموقة، التي تقيم بعيداً عنه، من أمثال بيركهايمر وديرر. ونصب عام 1521 كبيراً للقساوسة في جروسمنستر، وأصبح وقتذاك من القوة بحيث استطاع أن ينادي في سويسرة بالإصلاح الديني.

## إصلاح زوينگلى الديني
ولقد تغيرت شخصية راعي الأبرشية في كنيسته، دون وعي منه تقريباً، وإن كان هذا التغيير نتيجة طبيعية لم تلقاه من تعليم غير عادي... كانت الموعظة قبله هينة الشأن، ويكاد القداس والقربان المقدس أن يستغرقا معظم الخدمة الدينية، وقد جعل زونجلى الموعظة المسيطرة في إقامة الشعائر الدينية، وأصبح معلماً لا يقل براعة عنه واعظاً، وكلما ازدادت ثقته اشتد إقناعه بأن المسيحية يجب أن تعود إلى بساطتها الأولى في النظام والعبادة. ولقد استفزته ثورة لوثر ورسائله ورسالة هس «عن الكنيسة»، فما أن حال عام 1520 حتى كان يهاجم علناً الرهبانية والمطهر والتوسل بالقديسين، وبرهم أكثر من هذا على أن دفع ضرائب العشور للكنيسة يجب أن يكون بمحض الاختيار، كما جاء في الكتاب المقدس. ورجاه الأسقف الذي يتبعه أن يسحب هذه العبارة، ولكنه أصر عليها وأيده مجلس المقاطعة، بأن أصدر أمراً لكل القساوسة المعينين في نطاق اختصاصه، أن تقتصر عظاتهم على ما وجدوه في الكتاب المقدس. وفي عام 1521 أقنع زونجلى المجلس بمنع تطوع الجنود السويسريين في صفوف الفرنسيين، وبعد مرور عام امتد الحظر حتى شمل كل الدول الأجنبية، وعندما استمر الكاردينال شينر في تجنيد الفرق السويسرية للبابا، أوضح زونجلى لجمهور المصلين عنده أن الكاردينال كان لا يرتدي قبعة حمراء دون داعي لأنها «إذا عصرت لرأيت دم أقرب الأقربين يقطر من ثناياها»(8). ولما لم يجد في العهد نصاً يحرم اللحم في الصوم الكبير، فقد سمح لرعايا أبرشيته بأن يتجاهلوا أوامر الكنيسة الخاصة بهذا الصوم الكبير. واحتج أسقف كونستانس، فرد عليه زونجلى في كتاب عنوانه (بداية ونهاية) تنبأ فيه بثورة عالمية ضد الكنيسة ونصح البطارقة بأن يقلدوا قيصر وأن يطووا حولهم أرديتهم، ويموتوا في جلال ووقار. والتمس، هو وعشرة من القساوسة الآخرين، من الأسقف أن يضع حداً لفجور رجال الدين، وذلك بأن يسمح بزواج رجال الكهنوت (1522). وكان في إبان ذلك العهد يحتفظ بسيدة تدعا أنا راينهارد بصفة عشيقة أو زوجة له في الخفاء. وتزوجها علناً عام 1524 قبل زواج لوثر من كاترين فون بورا بعام.
وقد سبق هذا الانفصام النهائي من الكنيسة جدلان ذكرا الناس بمناظرة لوثر وإيك في ليبزج، وكانت لهما أصداء بعيدة في جدل أنصار الفلسفة الكلامية في جامعات العصور الوسطى.
ولما كانت سويسرة جمهورية نصف ديمقراطية فلم يروعها رأي زونجلى. الذي يذهب إلى أن الخلافات بين آرائه وآراء خصومه المحافظين يجب أن تلقى إذناً صاغية غير متحيزة، وأخذ مجلس زيورخ الكبير على عاتقه باغتباط مهمة الحكم على رجال الدين، فدعا الأساقفة أن يرسلوا ممثلين لهم فحضروا بكامل أهبتهم واحتشد منهم نحو ستمائة في قاعة المدينة، للاشتراك في الجدل المثير (25 يناير سنة 1523).
وعرض زوينجلى سبعة وستين بنداً يدافع عنها:

1- يخطئ كل مَن يقول أن الإنجيل لا يساوي شيئاً، إذا لم ترض عنه الكنيسة. 
15- يتضمن الإنجيل الحقيقة بأكملها في وضوح وجلاء... 
17- المسيح هو الكاهن الأعظم الخالد الوحيد، والذين يزعمون أنهم كهنة عظام، إنما يعارضون في الحقيقة شرف المسيح وجلاله. 
18- أن المسيح الذي ضحى بنفسه يوماً فوق الصليب، قد قام بالتضحية الكافية والدائمة للتكفير عن خطايا كل المؤمنين، ومن ثم فإن القداس ليس تضحية، وإنما هو تذكرة للتضحية الوحيدة على الصليب... 
24- المسيحيون غير مكلفين بأية أعمال لم يأمر بها المسيح، ويمكنهم أن يأكلوا في جميع الأوقات كل أنواع الطعام... 
28- كل ما يبيحه الله ولم يحرمه حلال. ومن ثم فإن الزواج مباح لكل الناس. 
34- لا أساس للسلطة الروحية التي يطلق عليها اسم (الكنيسة) في الكتب المقدسة وفي تعاليم المسيح. 
35- إلا أن السلطة الزمنية تؤيدها تعاليم المسيح وسنته (إصحاح لوقا 2-5 وإصحاح متّى 22,21)...

49- لا أعرف فرية أعظم تحريم الزواج الشرعي على القساوسة، بينما يباح لهم اتخاذ حظايا على شريطة دفع غرامة. ياللعار!. 
57- إن الكناس المقدس لا يعرف شيئاً عن المطهر... 
66- على جميع الرؤساء الروحيين أن يبادروا بالتوبة، وأن ينصبوا صليب المسيح وحده وإلا هلكوا. إن البلطة موضوعة على الجذر (9). 

ورفض جوهان فاير - الأسقف العام لأبرشية كونستانس هذه الآراء تفصيلاً، وطالب بأن تطرح أمام جامعات كبير أو أمام مجلس عام للكنيسة، ورأى زونجلى أن هذا لا ضرورة له. فبعد أن أصبح العهد الجديد وقتذاك في متناول الناس باللغات الدارجة، صار في وسع الجميع أن يحصلوا على كلمة الله ليحكموا على هذه الآراء وهذا يكفي... ووافق المجلس وأعلن أن زونجلى بريء من الهرطقة، وأمر كل رجال الكهنوت في زيوريخ بأن تكون عظاتهم مقصورة على ما يجدون له سنداً في الكتاب المقدس، وهنا تولت الدولة أمر الكنيسة كما حدث بألمانيا في عهد لوثر.
وقبل معظم القساوسة - بعد أن ضمنت لهم الدولة الآن رواتبهم - أمر المجلس. وتزوج الكثيرون منهم وتعمدوا باللغة الدارجة وأغفلوا أمر القداس وتخلوا عن تقديس الصور. وبدأت عصبة من المتحمسين في إتلاف الصور والتماثيل بلا تمييز في كنائس زيوريخ. وانزعج زونجلى من انتشار العنف على هذا النحو فرتب مناظرة أخرى (26 أكتوبر سنة 1523) حضرها 550 من عامة الناس و350 من رجال الكهنوت. وتمخضت عن أمر صدر من المجلس يقضي بأن تتولى لجنة من أعضائها زونجلى، إعداد كتيب يتضمن تعليمات، توضح العقيدة للناس، وأن يتوقف في غضون ذلك العنف بجميع صوره. وألف زونجلى بسرعة «مقدمة قصيرة في المسيحية» أرسلت لجميع رجال الدين في المقاطعة.
واحتجت السلطة الكهنوتية الكاثوليكية، وأيدها في الاحتجاج المجلس النيابي للاتحاد الذي اجتمع في لوسون (26 يناير سنة 1524)، في الوقت نفسه تعهد بالقيام بإصلاح كهنوتي، غير أن مجلس المدينة تجاهل هذه الاحتجاجات.
وصاغ زونجلى عقيدته بتوسع في رسالتين باللاتينية: "الدين الحقيقي والزائف (De vera et false religione) (1925) (Ratio fidei) (1530) وقبل لاهوت - الكنيسة الأساسي - إله ثلاثي التوحد، وهبوط آدم وحواء من الجنة، وتجسد الأقنوم الثاني، وولادة العذراء والتكفير، ولكنه فسر "الخطيئة الأصلية" لا بأنها لوثة إثم ورثناه من "آبائنا الأوائل" ولكن بأنها نزعة غير اجتماعية، تكمن في طبيعة الإنسان (10). وقد اتفق في الرأي مع لوثر بأن الإنسان لن يستطيع أبداً أن يحصل على الخلاص بالأعمال الصالحات، بل يجب أن يؤمن بالقدرة التكفيرية لموت المسيح المقترن بالتضحية. واتفق في الرأي أيضاً مع لوثر وكالفن في موضوع القدر: كل حادث وبالتالي المصير الأزلي لكل فرد قدره الله، ولابد أن ينفذ كما قدر سبحانه، ولكن الله لم يقدر اللعنة الأبدية إلا على الذين أعرضوا عن آيات الإنجيل، التي بسطت عليهم، وكل طفل (من أبوين مسيحيين) يموت، وهو طفل، يكتب له الخلاص، حتى ولو لم يعمد، لأنه أصغر من أن يرتكب خطيئة. وجهنم حق، أما المطهر فهو "خرافة... مهنة مربحة لمن ابتدعوه"(11) وليس في الكتاب المقدس إشارة عنه، أما القرابين المقدسة فإنها ليست وسائل معجزة بل رموزاً نافعة لرحمة الله. والاعتراف السري لا ضرورة له، وليس في وسع قسيس أن يغفر لأحد - خطيئته - فالله وحده هو الغفور، وإن كان من المفيد غالباً أن نسر بمتاعبنا إلى قسيس (12)، وليس العشاء الرباني، أكلاً فعلياً لجسد المسيح، ولكنه رمز لاتحاد الروح بالرب والفرد بالجماعة المسيحية.
وحافظ زونجلى على القربان المقدس باعتباره جزءاً من الصلاة التي يقرها الإصلاح الديني، وناول القربان بالخبز والنبيذ معاً، ولكنه لم يناوله إلا أربع مرات في العام. وفي ذلك الاحتفال العرضي أبقى على جانب كبير من القداس، وإن أخذ جمهور المصلين والقس يتلونه باللغة الألمانية في سويسرة. أما في باقي السنة فقد كان يستبدل القداس بالعظة الدينية. وأصبح سلطان الشعيرة على الحواس والتصور تابعاً لتأثير مخاطبة العقل. وهو مقامرة تتسم بالتهور على الذكاء الشعبي وقدرة الأفكار على الثبات، ولما كان من الضروري أن يستبدل بكنيسة معصومة من الخطأ إنجيلاً لا تشوبه شائبة ليكون نبراساً للعقيدة والسلوك، فإن الترجمة الألمانية للعهد الجديد التي قام بها لوثر، أعدت باللهجة الألمانية في سويسرة، وعهد إلى هيئة من العلماء ورجال الدين برئاسة قداسة ليوجود إعداد نسخة بالألمانية من الكتاب المقدس بأسره، وقد نشر هذه النسخة كريستيان فروشاوا عام 1534 في زيوريخ، قبل أن تظهر نسخة لوثر - وهي خير منها - بأربع سنوات.
وفي امتثال صادق للوصية الثانية، ودلالة على عودة المسيحية البروتستانتية إلى تقاليدها اليهودية الأولى، أمر مجلس مدينة زيوريخ برفع كل الصور الدينية ومخالفات القديسين وزينات من كنائس المدينة، بل إن آلات الأرغن أبعدت عنها، وترك الصحن الداخلي الفسيح لكنيسة جروسمنستر عاطلاً كئيب المنظر، كما هو اليوم. وحقاً أن بعض الصور كان سخيفاً بصورة لا يقبلها العقل، وبعضها كان مهيباً للاستسلام للخرافة والوهم بحيث يستحق الإتلاف، إلا أن جانباً منها كان جميلاً، إلى حد دفع هينريخ بولينجر خلف زوينجلى إلى أن يحزن لفقدها. وكان لزوينجلى نفسه موقف متسامح من التماثيل التي لا تعبد باعتبارها أصناماً خارقة الصنع (13)، ولكنه صفح عن عملية التقويض باعتبارها زجراً لعبادة الأصنام (14)، وسمح للكنائس القروية في المقاطعة بأن تحتفظ بتماثيلها، إذا كانت هذه رغبة غالبية جموع المصلين. واحتفظ الكثالكة ببعض الحقوق المدنية ولكنهم لم يقبلوا في الوظائف العامة وعوقب كل مَن يحضر القداس بغرامة، وحرم (15) مبدأ أكل السمك بدل من اللحوم يوم الجمعة. وأغلقت أديرة الرهبان والراهبات (باستثناء دير واحد) أو حولت إلى مستشفيات أو مدارس، وبرزت الرهبان والراهبات من الدير لعقد زواجهم، وألغيت أعياد القديسين، واختفت طقوس الحج والماء المقدس والقداسات التي كانت تقام للموتى.

## الإصلاح يتقدم في زيورخ (1524-1525)

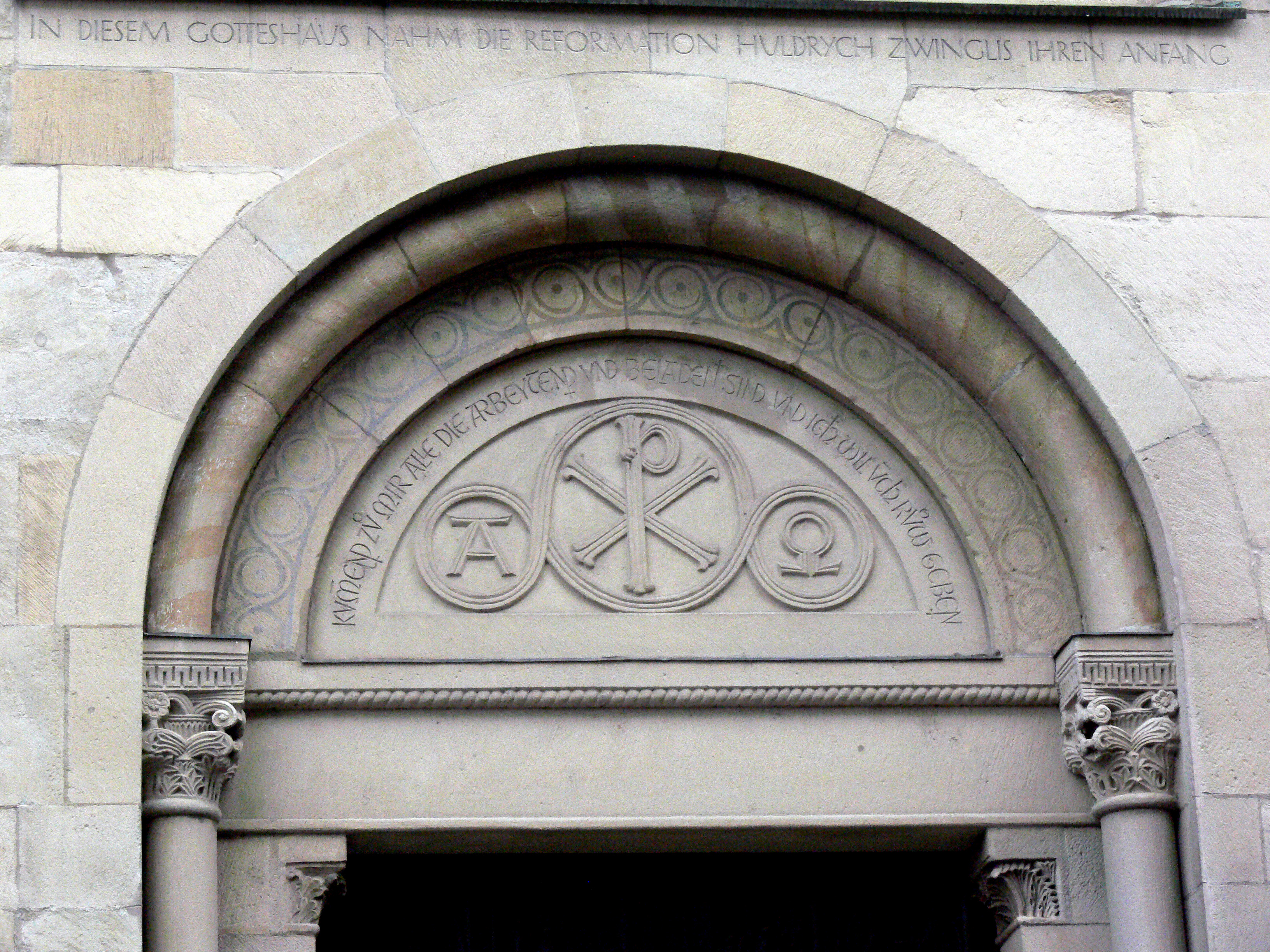
Above the entrance to the Grossmünster, it is written, "In this House of God, Huldrych Zwingli's Reformation took its start."

وعلى الرغم من أن كل هذه التغييرات لم تتم حتى عام 1524 فإن الإصلاح الديني حتى ذلك الوقت، كان قد بلغ درجة من الرقي في عهد زونجلى وفي زيورخ، تفوق ما بلغه في عهد لوثر وفي فيتنبرج، وكان لوثر وقتذاك راهباً أعزب لا يزال يردد القداس.
وشكلت زيورخ مجلساً خاصاً، في نوفمبر عام 1524، يتكون من ستة أعضاء لإعداد الاتفاقات اللازمة لفض المشاكل العاجلة أو الدقيقة، التي كانت تعاني منها الحكومة، وتم بين زوينجلى وهذا المجلس نوع من التفاهم، اتخذ شكلاً ما، إذ سلم له بتنظيم كل الشئون الخاصة برجال الدين والعلمانيين على السواء. وكان المجلس في كل من المجالين يتبع قيادته. وأصبحت الكنيسة والدولة في زيورخ منظمة واحدة، على رأسها زونجلى بصفة غير رسمية، وفيها ارتضى الإنجيل (كما هو الحال بالنسبة للقرآن في الإسلام) المصدر الأول والحكم الأخير للشريعة. وتحقق في زونجلى، كما تحقق في كالفن فيما بعد، المثل الأعلى للنبي الذي يرشد الدولة، كما تصوره العهد القديم.
وما أن حقق زونجلى هذا النجاح التام والسريع في زيورخ حتى قلب عيناً متسائلة في المقاطعات التي تدين بالكاثوليكية، وتساءل ألا يمكن كسب سويسرة بأسرها لصف الشكل الجديد للعقيدة القديمة.

## الإصلاح في الكونفدرالية (1526-1528)
ولقد مزق الإصلاح الديني «الاتحاد» ويبدو أنه قدر له أن يقضى عليه. وآثرت برن وبازل وشافهاوزن وآبنتسل والجريزونيون أن تناصر زيورخ، أما باقي المقاطعات فقد ناصبها العداء. وكونت خمس مقاطعات - وهي لوسرن وأورى وشيفتيز وأونترفالدن وتسوج - حلفاً كاثوليكياً لقمع كل الحركات الهسية واللوثرية والزونجلية (1524)، وحث الأرشيدوق فرديناند النمساوي كل الولايات الكاثوليكية على أن تقوم بعمل موحد، ووعدها بتقديم المساعدة. وليس من شك في أنه كان يطمح في أن يستعيد سلطات آل هامبسبورج في سويسرة. وفي السادس عشر من يوليو وافقت كل المقاطعات باستثناء شافهاوزن على إقصاء زيورخ من المجالس النيابية الاتحادية في المستقبل. وردت زيورخ وزونجلى على هذا بإرسال مبشرين إلى مقاطعة ثورجاوي لإعلان الإصلاح الديني. وقبض على واحد من هؤلاء، إلا أن بعض الأصدقاء أنقذوه، وساروا في حشد هائج نهب ديراً وأحرقه، وحطم التماثيل في عدة كنائس (يوليو 1524)، وأعدم ثلاثة من الزعماء، وثارت روح عسكرية بين الطرفين. وروّع أرازموس، وهاله الظهور في بازيل خشية أن يرى متعبدين أتقياء يثورون بعد سماع وعظهم ويخرجون من الكنيسة «كرجال تملكتهم جنة، يرتسم الغضب والهياج على أساريرهم... كمحاربين يسيرون وراء قائدهم للقيام بهجوم قوي»(16). وهدد ست مقاطعات بأن تترك الاتحاد إذا لم يوقع العقاب على زيورخ.
وأشار زوينجلى، وقد أعجبه القيام بدوره الجديد كقائد حربي على زيورخ بأن تزيد من عدد جيشها وطاقة دار صناعة أسلحتها، وأن تنشد التحالف مع فرنسا، وأن تشعل ناراً وراء فرديناند بالتحريض على الثورة في التيرول وبعد تورجاو وسان-جال بمنحهما أملاك الأديرة مقابل تأييدهما لها. وعرض على الحلف الكاثوليكي السلام بثلاث شروط:
أن يسلم لزيورخ دير سان-جال الشهير وأن يتخلى عن الحلف النمساوي وأن يسلم إلى زيورخ توماس مورنر الهجاء اللوسرني، الذي طالما وجه نقداً لاذعاً في كتاباته للمصلحين الدينيين. وسخر الحلف من هذه الشروط، فأمرت زيورخ ممثليها في سان-جال بالاستيلاء على الدير فأطاعوا (28 يناير 1529) وخفت حدة التوتر في فبراير إثر أحداث في بازل.
كان زعيم البروتستانت في «أثينا سويسرة» هو جوهانس هاوسشاين، الذي أسبغ على اسمه صفة الهلينية، ومعناه مصباح البيت، وأطلق على نفسه اسم أويكو لامباديوس. وقد نظم الشعر باللاتينية، وهو في الثانية عشرة من عمره، وسرعان ما أتقن اللغة اليونانية فيما بعد، وكان لا يفوقه في إتقان اللغة العبرية إلا رويخلين، وذاع صيته كمصلح ديني وأخلاقي رقيق العاطفة في كل شيء إلا الدين، وذلك من فوق منبره في كنيسة سانت مارتن، وفي كرسي الأستاذية للاهوت في الجامعة. وما أن حل عام 1521 حتى كان يهاجم مساوئ كرسي الاعتراف وعقيدة التجسد وعبادة العذراء. وحياة لوثر عام 1523، وتبنى عام 1525 برنامج زونجلى الذي يشمل اضطهاد اللامعمدانيين، ولكنه رفض التسليم بالقدر وعلم الناس أن «خلاصنا يأتي من الله أما هلاكنا فمن أنفسنا»(17). وعندما أعلن مجلس مدينة بازيل، وقد رجحت فيه وقتذاك كفة البروتستانت، حرية العبادة (1528) احتج أويكو لامبادموس وطالب بتحريم القداس.
واجتمع في 8 فبراير عام 1529 ثمانمائة رجل في كنيسة الفرانسسكان وبعثوا بطلب إلى المجلس التمسوا فيه ضرورة تحريم القداس وعزل كل الكثالكة من مناصبهم وبسريان دستور أكثر ديمقراطية، وتشاور المجلس في الأمر، وفي اليوم الثاني أقبل مقدمو الالتماس إلى السوق، وهم مدججون بالسلاح، وعندما حل الظهر ولم يصل المجلس بعد إلى قرار تحرك الحشد نحو الكنائس بالمطارق. وحطموا كل التماثيل الدينية التي وجدوها (18). ووصف أرازموس الواقعة في خطاب له بعث به إلى بيركهايمر:
لقد رفع الحدادون والعمال كل الصور من الكنائس، وانهالوا بالشتائم على تماثيل القديسين والصليب نفسه. بصورة تدعوا إلى الدهشة، لعدم حدوث معجزة، بعد أن رأينا كيف اعتاد الناس الكثير منها دائماً عندما يساء إلى القديسين أدنى إساءة. أنهم لم يبقوا على تمثال واحد في الكنائس أو في الدهاليز أو في الأروقة أو في الأديرة. وطمست الصور الجدارية بوساطة تغطيها بطبقة من الجير، وألقي في النار بكل ما يمكن حرقه ودق الباقي حتى استحال إلى شظايا. ولم يستبق شيء بدافع الحب أو المال (19). وتلقف المجلس التلميح وسوط بإلغاء القداس إلغاء كاملاً، وغادر بازيل أرازموس وبياتوس رينانوس وكل الأساتذة في الجامعة تقريباً. وعاش أويكو لمباديوس المظفر حتى شهد اندلاع نيران الثورة، ولكنه لم يعمر إلا سنتين، إذ سرعان ما مات بعد وفاة زونجلى.
وفي مايو عام 1529 أحرق على الخازوق مبشر بروتستانتي من زيورخ، حاول أن يقدم عظاته في مدينة شفيتر. وأقنع زوينجلى مجلس مدينة زيورخ بإعلان الحرب، ورسم خطة الحملة، وقاد بنفسه فرق المقاطعة. وأوقفهم رجل يدعى لانديمان أيبلي الجلاروسي في كابيل، التي تقع على بعد عشرة أميال جنوبي زيورخ، وتوسل إليهم أن يمنحوه، على سبيل الهدنة، ساعة يتفاوض فيها مع الحلف. وساور زوينجلى الشك في أن الأمر ينطوي على خيانة، وآثر أن يتقدم بجيشه فوراً إلا أن حلفاءه من أهل بيرن تغلبوا عليه هم وجنوده الذين تآخوا بالفعل مع جنود العدو عبر الحدود الفاصلة بين المقاطعتين وبين اللاهوتيين، واستمرت المفاوضات ستة عشر يوماً وأخيراً رجحت كفة التعقل بين السويسريين، ووقعت اتفاقية كابيل الأولى للسلام (24 يونية 1529) وكانت شروط الاتفاقية انتصاراً لزونجلى، إذ وافقت المقاطعات بموجبها على دفع تعويض لزيورخ، وإنهاء تحالفها مع النمسا، وحظر مهاجمة أي من الطرفين للآخر بسبب الفوارق الدينية، وعلى أن يترك للناس في «الأراضي المشتركة» التابعة لمقاطعة أو أكثر أن يقرروا بأغلبية الأصوات تنظيم حياتهم الدينية. ومهما يكن من أمر فإن زوينجلى لم يرضَ عن هذا الاتفاق، فقد طالب بإطلاق حرية البروتستانت في الوعظ بالمقاطعات الكاثوليكية، ولم يتلقَ ما يفيد إجاباته إلى طلبه، وتنبأ بوقوع تصدع قريب للسلام.
واستمرت الاتفاقية سارية المفعول ثمانية وعشرين شهراً، وفي خلال هذه الفترة القصيرة بذلت محاولة لتوحيد صفوف البروتستانت في سويسرة وألمانيا. وكان شارل الخامس قد فض نزاعه مع كليمنت السابع، وأصبح كل منهما وقتذاك حراً في أن ينضم بقواته لمحاربة البروتستانت، ولكن هؤلاء كانوا يمثلون قوة سياسية عظيمة، فقد كان نصف سكان ألمانيا من أتباع لوثر، وكان كثير من المُدن الألمانية - أولم وأوجسبورج وفيرتمبيرج وماينز وفراكفورت - على - وشتراسبورج - تتعاطف بشدة مع أتباع زونجلى، وعلى الرغم من أن المناطق الريفية في سويسرة كانت تدين بالكاثوليكية، فإن معظم المُدن فيها كانت تدين بالروتستانتية. وكان من الواضح أن حماية النفس من الإمبراطوريّة والبابوية قد تطلبت اتحاد البروتستانت ولم يقف في الطريق إلا اللاهوت.

### ندوة ماربورگ (1529)

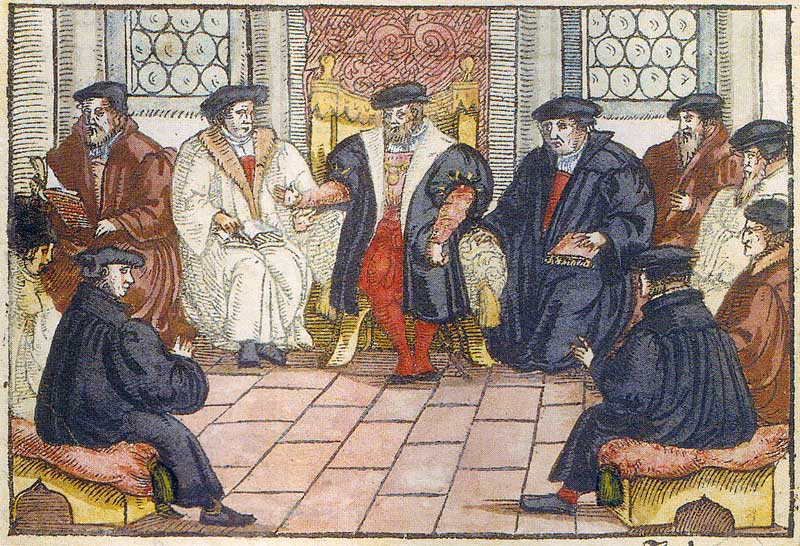
نحت خشبي لندوة ماربورگ، مجهولة الصانع, 1557

وأخذ فيليب لاندجراف هسن زمام المبادرة بدعوة لوثر وميلانكنون وآخرين من البروتستانت الألمان لمقابلة زونجلى وأويكو لانبيادوس وآخرين من البروتستانت السويسريين في قصره بماربورج شمالي فرانكفورت. وتقابل الحزبان المتناظران في 29 سبتمبر سنة 1529، وأقدم زوينجلى في سخاء على التسليم ببعض الأمور وأزال ما ساور لوثر من شك في أنه يتشكك في ألوهية المسيح، وقبل العقيدة النيقاوية والمذهب القائل بالخطيئة الأصلية. ولكنه لم يتراجع عن رأيه في القربان المقدس باعتباره رمزاً وذكرى أكثر منه معجزة. وكتب لوثر بالطباشير على مائدة المؤتمر هذه الكلمات المنسوبة للمسيح: «هذا جسدي» ولم يقبل أن يفسرها إلا تفسيراً حرفياً. ووقع الطرفان اتفاقاً. تضمن أربعة عشر بنداً، ولكنهما اختلفا في موضوع القربان المقدس (3 أكتوبر) ولم يكن اختلافهما متسماً بالود، ورفض لوثر أن يصافح اليد التي مدها إليه زوينجلى، وقال: «إن روحك تختلف عن روحنا». واستخلص اعترافاً لاهوتياً من سبعة عشر بنداً يشمل «التجاسد»، وأقنع الأمراء اللوثريين برفض التحالف مع أي جماعة لا توقع على كل البنود السبعة عشر (20). واتفق ميلانكتون في الرأي مع أستاذه، وكتب يقول لقد أبلغنا أتباع زونجلى إننا عجبنا كيف تسمح لهم ضمائرهم بأن ينادونا باخوتهم في الوقت الذي يتمسكون فيه بأن عقيدتنا خاطئة (21). وهنا تتضح روح العصر في جملة واحدة. وفي عام 1532 حث لوثر الدوق البرخت البروسي على ألا يسمح لأي شخص من أتباع زونجلى بالإقامة في أرض بلاده، وإلا حطت عليه اللعنة الأبدية.
وكان كثيراً جداً مطالبة لوثر بأن يجتاز في خطوة واحدة المسافة من العصور الوسطى إلى الحديثة، فقد كان تأثره بدين القرون الوسطى عقيماً جداً، إلى حد أنه لم يستطع أن يتحمل صابراً أية جحود لأركانه الأساسية؛ وأحس، كأي كاثوليكي متدين، أن عالمه الفكري سوف ينهار، وأن معنى الحياة بأسره سوف يذوى، إذا خسر أي عنصر أساسي من عناصر العقيدة التي كانت قد صاغته، والحق أن لوثر كان أقرب المحدثين إلى القرون الوسطى.
وعاد زوينجلى بعد أن حطمه هذا الفشل إلى زيورخ، التي أصبحت تموج بالاضطراب تحت وطأة دكتاتوريته. وعم الاستياء من قوانين النفقات الصارمة، وعرقلت التجارة بالاختلافات الدينية بين المقاطعات، ولم يرض الحرفيون عن صوتهم الضئيل في الحكومة، وفقدت عظات زونجلى المختلطة بالسياسة إلهامها وسحرها. وكان شعوره بالتغيير قوياً إلى الحد الذي طلب فيه من المجلس الأذن له بالبحث عن أبرشية في مكان آخر، ولكنه أقنع بالبقاء.
وخصص جانباً كبيراً من وقته آنذاك للكتابة، وأرسل عام 1530 رسالته ratio fidei إلى شارل الخامس، الذي لم يبد منه ما يدل على أنه تلقاها.
وفي عام 1531 وجه إلى فرانسس الأول رسالة عنوانها «عرض موجز وواضح للعقيدة المسيحية»، وفي هذه الرسالة عبر عن اقتناعه الإرازموسي بأن أي مسيحي سوف يجد عند وصوله إلى الفردوس كثيراً من اليهود والوثنيين الأجلاء، إنه لن يجد آدم وإبراهيم وإسحق وموسى وإشعيا فحسب... ولكنه سيجد أيضاً هرقل وتيزيوس وسقراط وأرستيد ونوما وكاميلوس وكاتو الكبير والصغير وسيبيو الكبير والصغير، وقال: «وباختصار ليس هناك رجل صالح ولا عقل مقدس ولا روح مخلصة، منذ بداية العالم إلى نهايته، لن نراها هناك مع الله. ماذا يمكن أن نتصور أنه أكثر بهجة للنفس ومسرة الفؤاد وسموا بالروح من هذا المنظر». وذعر لوثر لهذه الفقرة إلى حد أنه انتهى إلى أن زوينجلى لابد أن يكون «وثنياً»(23)، واتفق الأسقف بوسويه في الرأي في هذه المرة مع لوثر، فاستشهد بهذه الفقرة ليثبت أن زوينجلى كافر لا أمل في استتابته.

### سياسة واعترافات وحرب كاپل الثانية (1529–1531)

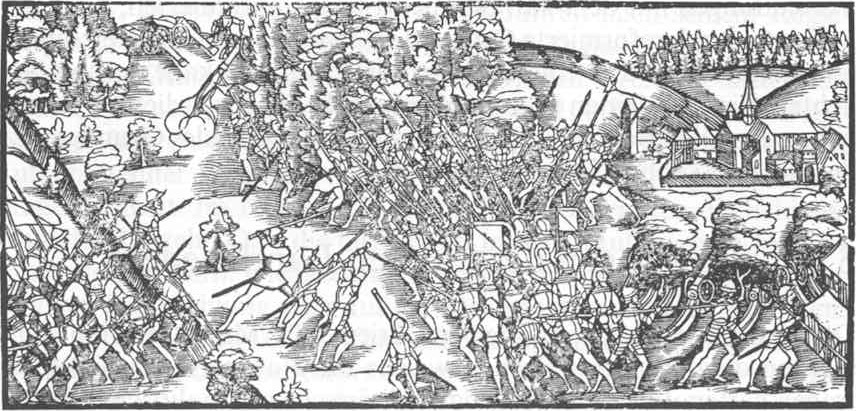
The Battle of Kappel، 11 أكتوبر1531، from Chronik by ، 1548

واجتمع في 15 مايو عام 1531 مجلس من زيورخ وحلفائها، وصوت لإكراه المقاطعات الكاثوليكية على السماح بحرية الوعظ على أرضها، وعندما رفضت المقاطعات اقترح زونجلى إعلان الحرب عليها غير أن حلفاءه آثروا أن يفرضوا عليها حصاراً اقتصادياً، فما كان من المقاطعات الكاثوليكية إلا أن أمسكت عن الواردات وأعلنت الحرب. وسار من جديد جيشان متناظران، وتقدم زونجلى مرة أخرى وحمل العلم، وتقابل الجيشان مرة ثانية في كابيل (11 أكتوبر سنة 1531) - جيش الكاثوليك ويضم 8000 رجل وجيش البروتستانت ويضم 1500 - واشتبك الجيشان في هذه المرة وانتصر الكاثوليك. وكان زونجلى البالغ من العمر سبعة وأربعين عاماً من بين 500 رجل قتلوا من أهل زيورخ. ومزق جسده إلى أربعة أجزاء، ثم أحرق على محرقة نصبت فوق الروث (25). وعندما سمع لوثر بموت زونجلى هتف يقول «إن هذا حكم السماء على كافر (26) وانتصار لنا»(27) ويروى أنه قال: «كم أود من أعماق قلبي لو أمكن إنقاذ حياة زوينجلى ولكني أخشى أن يحدث العكس لأن المسيح قال إنه:» ملعون كل مَن يكفر به"(28").

## مؤلفاته
- Kommentar über die wahre und die falsche Religion (1525) تعليق حوال الدِين الصحيح والدين الخطأ.

## ذكراه
وخلف هينريخ بولنجر في زيورخ سلفه زوينجلى، أما في بازيل فقد اضطلع اوزوالد بيكونيوس بالعبء بعد وفاة أويكو لامبيادوس، وتجنب بولينجر الخوض في الأمور السياسية، وأشرف على مدارس المدينة، وتستر على اللاجئين من البروتستانت، ووزع أموال البر على المحتاجين، بغض النظر عن المذهب الذي يعتنقونه، وانضم إلى ميكونيوس وليوجود في صياغة أول إقرار للسويسريين البروتستانت من أتباع زونجلى الذي ظل جيلاً كاملاً التعبير الرسمي عن آراء زونجلى، واستخلص مع كالفين اتفاق تيوجورينوس (1549) Consensus Tigurinus الذي حمل زيورخ والبروتستانت من أهالي جنيف على تكوين «كنيسة تؤمن بالإصلاح الديني».
وعلى الرغم من هذا الاتفاق الوقائي فإن الكاثوليكية استعادت في السنين الأخيرة كثيراً من أرضها المفقودة في سويسرة. ويرجع جزء من ذلك إلى انتصارها في كابيل، وليس من شك في أن إثبات قضايا اللاهوت أو عدم إثباتها في التاريخ إنما يتم بالتنافس في المذبحة أو في إثراء الموارد. واعتنقت الكاثوليكية سبع مقاطعات - وهي لوسرن وأورى وشفيتز وتسوج وأوفترفالدن وفريبورج وسولوثورن. وتمسكت أربع مقاطعات بالبروتستانتية نهائياً... وهي زيورخ وبازل وبيرن وشلافهاوزن، أما بقية المقاطعات فقد ظلت تتأرجح بين العقيدتين لا يستقر رأيها على قرار على مجه اليقين، ووفق فالنتين تشودي، خلف زونجلى في جلاروس، بين وجهتي النظر، بأن قال بإقامة قداس في الصباح للكاثوليك، وإلقاء عظة حسب تعاليم الكنيسة الإنجيلية - من الكتاب المقدس لا غير - في المساء للبروتستانت، وناقش مبدأ التسامح المتبادل بين الطرفين، وقوبل بالتسامح، وكتب مدونة تاريخية، اتسمت بعدم التحيز، إلى حد أنه لا يستطيع امرؤ أن يجزم بالعقيدة التي كان يؤثرها، فحتى في ذلك العصر كان هنالك مسيحيون.

## هامش
1. ↑  Charles Dudley Warner, ed. (1897), Library of the World's Best Literature (بالإنجليزية), QID:Q19098835
2. ↑  Potter 1976، صفحة 1. According to Potter, "Huldrych" كان التهجي الذي يفضله زوينگلي نفسه. إلا أن، Potter يستعمل "Ulrich"، بينما Gäbler, Stephens, and Furcha يستعملون "Huldrych". توقيعه في Marburg Colloquy كان بالصيغة الملتـّنة latinized لاسمه "Huldrychus Zwinglius" (Bainton 1995، صفحة 251). للمزيد عن اسمه، انظر Rother، Rea. "Huldrych - Ulrich". Evangelisch-reformierte Landeskirche des Kantons Zürich. مؤرشف من الأصل في 2008-09-20. اطلع عليه بتاريخ 2008-03-03. (in German only, Reformed Church of Zürich)

## وصلات خارجية
- هولدريخ زوينكلي على موقع الموسوعة البريطانية (الإنجليزية)
- هولدريخ زوينكلي على موقع إن إن دي بي (الإنجليزية)
- هولدريخ زوينكلي على موقع ديسكوغز (الإنجليزية)

- Biography of Anna Reinhard in Leben magazine in نسق المستندات المنقولة
- (بالألمانية)

```
Website of the Zwingli Association and Zwingliana journal
```